# Заикин, Иван Евдокимович
Иван Евдокимович Заикин (23 сентября 1907 — 17 октября 1982) — советский военачальник, подполковник, участник Великой Отечественной войны, Герой Советского Союза. (1945).

## Биография
Иван Заикин родился 23 сентября 1907 года в селе Трипутино (ныне — Хиславичский район Смоленской области). Окончил семь классов школы, после чего работал шахтёром-забойщиком на шахте в Сталино. В 1929 году Заикин был призван на службу в Рабоче-крестьянскую Красную Армию. В 1935 году он окончил Рязанское артиллерийское училище. С июня 1941 года — на фронтах Великой Отечественной войны. К апрелю 1945 года подполковник Иван Заикин командовал 496-м Остропольским горно-вьючным миномётным полком 18-й армии 4-го Украинского фронта. Отличился во время освобождения Чехословакии.
30 апреля 1945 года во время форсирования советскими частями Одера в районе города Моравска-Острава полк Заикина уничтожил 4 противотанковых артиллерийских орудия, подавил огонь 4 немецких тяжёлых пулемётов и 2 миномётных батарей. Полк Заикина принял активное участие в освобождении Моравской-Остравы.
Указом Президиума Верховного Совета СССР от 29 июня 1945 года подполковник Иван Заикин был удостоен высокого звания Героя Советского Союза с вручением ордена Ленина и медали «Золотая Звезда».
После окончания войны Заикин продолжил службу в Советской Армии. В 1946 году он окончил Высшую офицерскую артиллерийскую школу в Ленинграде. В 1955 году Заикин был уволен в запас. Проживал в Москве. Скончался 17 октября 1982 года, похоронен на Люблинском кладбище Москвы.

## Награды
Был также награждён четырьмя орденами Красного Знамени, орденами Отечественной войны 2-й степени, Красной Звезды, рядом медалей.